# ألكسندر نيفسكي
ألكسندر ياروسلافيتش نيفسكي (الروسية: Алекса́ндр Яросла́вич Не́вский) وُلد في مايو 1220 وتوفي في 14 نوفمبر 1263 كان أمير نوفغورود وضواحيها أثناء بعض أحلك الأوقات في تاريخ المدينة. ويشيع اعتباره أهم شخصية في روسيا العصور الوسطى، وارتقى إلى مكانة أسطورية بسبب انتصاراته العسكرية على الغزاة الألمان والسويديين في معركة نَيفا. بينما كان يتبع سياسة التبعية نحو القبيلة الذهبية المغولية.

## فتره حكمه

### أمير نوفغورود
في عام 1236، عيّن سكان نوفغورود ألكسندر ليصبح أميرهم (نياز)، حيث كان قد شغل بالفعل منصب حاكم والده في نوفغورود.
في عام 1237، حصل السويديون على إذن بابوي لبدء حملة صليبية، وفي عام 1240، بدأت حملات جديدة في أقصى شرق منطقة البلطيق. وفقًا لسجل نوفغورود الأول الذي كُتب في القرن الرابع عشر، أي بعد أكثر من قرن من الأحداث التي يسجلها، نزل الجيش السويدي عند ملتقى نهري إزهورا ونيفا، عندما هاجم ألكسندر وجيشه الصغير السويديين فجأة في 15 يوليو 1240 وهزمهم في معركة نيفا. بعد المعركة، حصل ألكسندر على لقب نيفسكي (نيفا). عزز هذا النصر، الذي جاء بعد ثلاث سنوات فقط من الغزوات المغولية الكارثية، نفوذ ألكسندر السياسي، لكنه في الوقت نفسه أدى إلى تفاقم علاقاته مع البويار. نُفي ألكسندر إلى بيرسلافل-زالسكي.
في وقت لاحق من عام 1240، هاجم الصليبيون من أسقفية دوربات مع قوات أمير بسكوف المنفي جمهورية بسكوف وفوتيا، أحد روافد نوفغورود. استدعت سلطات نوفغورود ألكسندر، وفي ربيع عام 1241، عاد من المنفى وجمع جيشًا. تمكن ألكسندر من استعادة بسكوف وكوبوري من الصليبيين وطرد الغزاة. ثم واصل دخوله إلى الأراضي الإستونية الألمانية. هزم الصليبيون مفرزة من جيش نوفغوروديان على بعد نحو 20 كيلومترًا (12 ميلًا) جنوب قلعة دوربات. نتيجة لذلك، أنشأ ألكسندر موقعًا عند بحيرة بيبوس. ثم واجه ألكسندر ورجاله سلاح الفرسان الليفوني الثقيل بقيادة هيرمان دوربات، شقيق ألبرت بوكسهوفيدن، حيث التقيا في 5 أبريل 1242. ثم هزم جيش ألكسندر العدو في معركة الثلج، وأوقف توسع فرسان تيوتون شرقًا. لاحقًا، رفعت المصادر الروسية من أهمية المعركة وصورتها على أنها واحدة من الانتصارات الروسية العظيمة في العصور الوسطى.
بعد الغزو الليفوني، واصل نيفسكي تعزيز جمهورية نوفغورود. أرسل مبعوثيه إلى النرويج، ونتيجة لذلك، وقعوا معاهدة السلام الأولى بين نوفغورود والنرويج في عام 1251. قاد الإسكندر جيشه إلى فنلندا ونجح في هزيمة السويديين، الذين حاولوا عرقلة وصول النوفغوروديين إلى بحر البلطيق في عام 1256.

### أمير فلاديمير الأكبر
عند غزو إمارة فلاديمير الكبرى من قبل المغول في عام 1238، قُتل أميرها الحاكم، يوري فسيفولودوفيتش الثاني، في معركة نهر سيت، وطلب شقيقه الأصغر، ياروسلاف فسيفولودوفيتش الثاني (والد ألكسندر)، من الخان المغولي الإذن ليصبح الأمير الجديد. باعتباره أميرًا، عين نوفغورود لابنه ألكسندر. لكن أثناء سفره عام 1245 إلى العاصمة المغولية قراقورم في آسيا الوسطى، توفي ياروسلاف. عندما سافر ألكسندر وشقيقه الأكبر أندريه الثاني ياروسلاف في 1248 إلى قراقورم لحضور الخان الأكبر، عاد أندريه مع لقب أمير فلاديمير الأكبر ولألكسندر السيادة الاسمية لكييف.
أُجبر أمراء روس من أسرة روريك على المثول أمام الخان شخصيًا للتثبيت في إماراتهم. عندما أصبح مونكو خان العظيم الجديد في عام 1251، بعد عامين فقط من وفاة جيوك، طالب بالظهور مرة أخرى في سراي على نهر الفولغا، لكن أندريه رفض الذهاب. بفضل صداقته مع سرتاق خان، أدى الغزو اللاحق للمغول، وهو أول مجازفة لهم في شمال شرق روس منذ الغزو الأولي، إلى نفي أندريه إلى السويد وتولي ألكسندر لقب أمير فلاديمير الأكبر عام 1252، وهو أكبر الأمراء في الوقت الذي أعقب سقوط كييف. لقد دعم الإسكندر بإخلاص الحكم المغولي داخل أراضيه. وفي عام 1259، قاد جيشًا إلى مدينة نوفغورود وأجبرهم على دفع الجزية التي رفضها سابقًا لخانية القبيلة الذهبية.
يرى بعض المؤرخين أن اختيار الإسكندر للتبعية للقبيلة الذهبية هو إعادة تأكيد مهمة للتوجه الأرثوذكسي للسلاف الشرقيين (الذي بدأ في عهد فلاديمير الأول ملك كييف وجدته أولغا). يذكر أورلاندو فيجس أن «تعاون نيفسكي كان بلا شك مدفوعًا بعدم ثقته في الغرب، الذي اعتبره تهديدًا أكبر لروسيا الأرثوذكسية من القبيلة الذهبية».

## موته ودفنه
في 14 نوفمبر 1263، أثناء عودته من سراي في إحدى زياراته المتكررة إلى القبيلة، توفي الإسكندر في بلدة غوروديتس على نهر فولغا. في 23 نوفمبر 1263، دُفن في كنيسة دير ميلاد والدة الإله القديسة بفلاديمير.
من سجلات بسكوف الثانية:
عاد الأمير الأكبر ألكسندر من القبيلة الذهبية، ووصل إلى مدينة نيجني نوفغورود، وبقي هناك عدة أيام بصحة جيدة، ولكن عندما وصل إلى غوروديتس أصيب بالمرض...
الأمير العظيم ألكسندر، الذي كان دائمًا ثابتًا في إيمانه بالله، تخلى عن هذه المملكة الدنيوية... وبعد ذلك أسلم روحه لله ومات بسلام في 12 نوفمبر [1263]، يوم تذكار القديس فيلبس الرسول...
عند هذا الدفن قال المطران الأسقف كيرلس: «أولادي، يجب أن تعلموا أن شمس أرض سوزداليان قد غربت. لن يكون هناك أمير آخر مثله في أرض سوزداليان».

قال الكهنة والشمامسة والرهبان والفقراء والأغنياء وكل الشعب: «هذه نهايتنا».

## التبجيل والقداسة
بدأ تبجيل الإسكندر بعد دفنه مباشرة تقريبًا، عندما قيل إنه مد يده لصلاة الغفران. وفقًا للتقاليد الأرثوذكسية، توقع الإسكندر وفاته وقبل ذلك أخذ نذورًا رهبانية مسيحية أرثوذكسية صارمة، تسمى المخطط العظيم، واتخذ اسم أليكسي. في عام 1380، كُشف عن بقايا الإسكندر استجابةً لرؤية حدثت قبل معركة كوليكوفو ووجدوها سليمة. وضِع الرفات في ضريح في الكنيسة. رُسّم ألكسندر قديسًا للكنيسة الأرثوذكسية الروسية على يد المطران مكاريوس عام 1547.
في عام 1695، صُنع صندوق رفات خشبي جديد في موسكو عام 1695 ووضع الرفات فيه عام 1697. أمر بطرس الأكبر بإزالة الرفات من فلاديمير في 11 أغسطس 1723 ونقله إلى شليسلبورغ، ووصل إلى هناك في 20 سبتمبر. احتفِظ به هناك حتى عام 1724، عندما أحضروه إلى سانت بطرسبرغ ودفنوه في كنيسة البشارة في ألكسندر نيفسكي لافرا في 30 أغسطس.
في عام 1753، تبرعت الإمبراطورة إليزابيث ملكة روسيا بضريح فضي مع ناووس للرفات، مصنوع من 90 رطلًا من الفضة. مع الانتهاء من بناء كاتدرائية الثالوث المقدس في ألكسندر نيفسكي لافرا عام 1790، نُقل الضريح والرفات عند تكريسها في 30 أغسطس، وهو أحد أيام عيد القديس. في مايو 1922، أثناء المصادرة العامة لممتلكات الكنيسة الأرثوذكسية الروسية، فُتح التابوت وأزيل الرفات، ونُقل الضريح الفضي المتقن إلى متحف هيرميتاج. احتفِظ بالرفات في متحف تاريخ الدين والإلحاد، قبل إعادته إلى كاتدرائية الثالوث الأقدس عام 1989. في 10 مايو 2023، وقع متحف هيرميتاج وألكسندر نيفسكي لافرا عقدًا لنقل الضريح إلى كاتدرائية الثالوث المقدس في ألكسندر نيفسكي لافرا لمدة 49 عامًا. في 12 سبتمبر 2023، أعاد بطريرك موسكو كيريل الرفات إلى الناووس الفضي. يوم عيد ألكسندر الرئيسي هو 23 نوفمبر. اتخِذ يوم عيد ثانٍ في 30 أغسطس إحياءً لذكرى وضع رفاته في كنيسة البشارة. أحيت ذكراه أيضًا بالاشتراك مع قديسي روستوف وياروسلافل الآخرين في 23 مايو.

## الزواج والأطفال
وفقًا لسجل نوفغورود الأول، تزوج ألكسندر أولًا من ابنة برياتشيسلاف فاسيلكوفيتش، أمير بولوتسك وفيتيبسك، في عام 1239، لكن اسمها لم يُذكر في السجل. يسميها علم الأنساب باسم باراسكيفيا أو ألكسندرا (ربما اسميها عند الميلاد والزواج على التوالي). كان لديهما أربعة أطفال:
- فاسيلي ألكساندروفيتش، أمير نوفغورود (نحو 1239-1271). خُطب للأميرة كريستينا من النرويج في عام 1251. فُسخ عقد الزواج. ذهبت كريستينا للزواج من فيليبي ملك قشتالة، ابن فرناندو الثالث ملك قشتالة وإليزابيث هوهنشتاوفن.
- يودوكسيا ألكسندروفنا. تزوجت من كونستانتين روستيسلافيتش، أمير سمولينسك.
- ديمتري بيرسلافل (نحو 1250- 1294).
- أندريه غوروديتس (نحو 1255 - 27 يوليو 1304).

تزوج من زوجة ثانية اسمها فاسيليسا أو فاسا قبل وقت قصير من وفاته. أنجبا ولد واحد:
- دانيال موسكو (1261 – 4 مارس/ 5 مارس 1303).[14]